# Argir
Argir (výslovnost: [ardʒır], dánsky: Arge) je vesnice na Faerských ostrovech, na ostrově Streymoy. Argir své jméno pravděpodobně získal ze staroirského slova airge, což znamená 'letní pastvina'. Od roku 1997 se nachází v aglomeraci hlavního města Tórshavn. V roce 2008 zde žilo 1.907 obyvatel. Zeměpisné souřadnice jsou 61°58' severní šířky a 6°45' západní délky. PSČ je FO 160.
Argir se v posledních letech rozrůstal tak, že se obydlí stavěla v kopcích. Nejzazší část Argiru je nyní vzdálena od Tóshavnu tak, že je prakticky nutné použít auto při cestě do hlavního města. Na druhou stranu tato oblast skýtá nádherný pohled na moře a hlavní město. V Argiru je malebný přístav. Kostel byl postaven v roce 1974.
Místní fotbalový klub se jmenuje Argja Bóltfelag (AB).

## Obyvatelstvo
Město se rozrostlo v 20. století, kdy značně stoupla jeho populace. V letech 1993-95 nastal velký odliv lidí v důsledku hospodářské krize a poklesu odbytu ryb. Lidé se začali vracet, když dánská vláda začala dotovat ostrovy a kdy se snažila postavit hospodářství ostrovů na nohy. Nejvíce obyvatel měl Argir v roce 2006 - 1 914. Většina obyvatel obce pracuje v sousedním Tórshavnu.

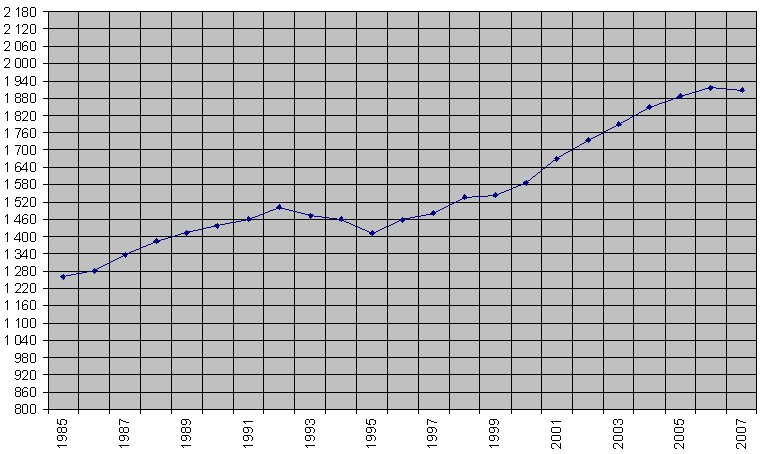
Vývoj počtu obyvatel obce Argir 1985-2007

| Rok  | Populace | Rok  | Populace | Rok  | Populace |
| ---- | -------- | ---- | -------- | ---- | -------- |
| 1985 | 1 260    | 1993 | 1 473    | 2001 | 1 668    |
| 1986 | 1 283    | 1994 | 1 461    | 2002 | 1 733    |
| 1987 | 1 336    | 1995 | 1 412    | 2003 | 1 789    |
| 1988 | 1 385    | 1996 | 1 458    | 2004 | 1 849    |
| 1989 | 1 413    | 1997 | 1 481    | 2005 | 1 885'   |
| 1990 | 1 437    | 1998 | 1 536    | 2006 | 1 915    |
| 1991 | 1 460    | 1999 | 1 544    | 2007 | 1 907    |
| 1992 | 1 503    | 2000 | 1 586    | 2013 | 1996     |